# Pap István (agrármérnök)
Pap István (Verespatak, 1915. február 23. – Kolozsvár, 1994. február 5.) erdélyi magyar agrármérnök, mezőgazdasági szakíró, egyetemi adjunktus. Pap Lajos és Pap Géza testvére.

## Életútja
A székelykeresztúri Unitárius Gimnáziumban érettségizett (1931), egyetemi tanulmányait az I. Ferdinánd Egyetem matematika szakán kezdte, majd a Mezőgazdasági Főiskolán Kolozsvárt szerzett gazdamérnöki diplomát (1944). Gyakorlatvezetőként itt kezdi pályáját, amelyet frontszolgálat és hadifogság szakított félbe. 1952-től előadótanár nyugalomba vonulásáig (1975). A mezőgazdasági tudományok doktora. A magyar kar felszámolása után román nyelven tartotta előadásait. A diktatúra bukását követő időszakban újjáalakuló Romániai Magyar Gazdák Egyesülete (a volt EMGE) tiszteletbeli elnöke, a Magyar Tudományos Akadémia külső tagja lett.

## Munkássága
Első írása az EMGE naptárában jelent meg (1943). Már mint tanársegéd és adjunktus a gyakorlati tanszéken az üzemszervezés, nyilvántartás és könyvelés tárgykörébe vezette be diákjait. A mezőgazdasági gépesítési tanszéken mezőgazdasági géptant adott elő, az állattenyésztési tanszéken pedig a mezőgazdasági állattant, takarmányozástant, a háziállatok bonctanát, haltenyésztést, vadgazdaságtant, selyemhernyó-tenyésztést és méhészetet, kisállattenyésztést, járványtani és parazitológiai alapismereteket. Egyéni kutatásai főként a külföldről behozott háziállatfajták tulajdonságainak alakulására, hozamképességük megállapítására, a hozamok fokozására irányultak. Foglalkozott a gépi fejés lehetőségeivel, valamint a szarvasmarha-szelekcióval; ez a tárgya doktori értekezésének is.
Több mint harminc éven át gazdásznemzedékek oktatója volt. Magyar nyelven közölt tudományos ismeretterjesztő írásainak száma meghaladja az ezret. A Romániai Magyar Szó, Előre, Falvak Dolgozó Népe, Ifjúmunkás, Brassói Lapok, A Hét, Művelődés, Korunk munkatársa. Évtizedeken át cselekvő részese a Mezőgazdasági és Erdészeti Könyvkiadó (későbbi nevén Ceres) kolozsvári műhelyének. Az agrónomus kézikönyve (1954) szerkesztőbizottságának tagja, a kéziratban maradt, illetve a Falvak Dolgozó Népében a nyolcvanas évek végén A-F címszavaival részben megjelent Mezőgazdasági kislexikon egyik szerzője. 1993-ban bekapcsolódott az újrainduló Erdélyi Gazda szerkesztésébe is. A Kolozsvári Rádió mezőgazdasági műsorának állandó előadója, s emlékezetes a bukaresti TV magyar nyelvű műsorában Dálnokról jelentem címmel forgatott sorozata, amelyben kritikailag mutatta be a háromszéki település mezőgazdasági termelésének gondjait.
Az 1989-es fordulat után a Cseke Péter szerkesztésében megjelent 4. RMDSZ-Füzetben, Mit várhat a falu a Romániai Magyar Demokrata Szövetségtől? című tanulmányában arra hívta fel a figyelmet, hogy észszerűtlen a termelőszövetkezetekben felhalmozott közös vagyon önkényes szétosztása, az értékek eltékozlása, s arra buzdított, hogy a tagok maguk vegyék kezükbe a gazdakörök termelésének megszervezését.

## Önálló munkái
- A gabonafélék ápolása (1951)
- A kapásnövények ápolása (1951)

Sírja a Házsongárdi temető Korbuly-kriptájában

- Búzatermesztők könyve (Szopós Andrással, 1953)
- Az agronómus kézikönyve (társszerzőkkel, 1954)
- Sertéshizlalás (1956)
- A háziállatok takarmányozása (Nagy Miklóssal, 1956, 1961, 1972)
- Bivalytenyésztés (Nagy Miklóssal, 1957)
- Állattenyésztési tanácsadó (1959, 1964)
- Házinyúl- és szárnyastenyésztés (1960)
- Hagyomány és korszerűség a gazdálkodásban (1985, 1995)
- Háztáji állattartás (1989)
- Brüsszeli levelek, Művelődés Egyesület, Kolozsvár, 2013. ISBN 978-973-7993-68-7 (Előszó: Farkas Zoltán)